# Крістіан Буссю
Жак Крістіа́н Буссю́ (фр. Jacques Christian Boussus; 5 березня 1908 — 12 серпня 2003) — французький тенісист (лівша), який досяг успіху в 1920-х і 1930-х роках. Найвищу одиночну позицію світового рейтингу — 9 місце досяг 1930 року (за даними А. Волліса Маєрса). Перемагав на турнірах Великого шолома в змішаному парному розряді. Завершив кар'єру 1953 року.

## Тенісна кар'єра
Крістіан Буссю почав грати в аматорський теніс наприкінці 1920-х, у віці 17 років взявши перший раз участь у турнірах The French Covered Courts, які він виграв, граючи на пару із французьким ветераном Рене Лакостом 1926 року. Він здобув друге місце в Тихоокеанському Південно-Західному чемпіонаті у 1928 році (поступившися товаришу французу Анрі Коше), хоч він виграв багатоіменний трофей поряд з американською тенісисткою Енн Харпер . У тому ж році він виграв свій перший відкритий парний титул в Дюссельдорфі Кубок Девіса на пару із Жаном Боротрою. Свої перші одиночні чемпіонатіи він виграв у 1929 році. Був у складі збірної Франції в Кубку Девіса в чотири рази: в 1929, 1930, 1931, і 1932, хоча він ні разу так і не зіграв. Так, Крістіан Буссю залишався на лавці запасних протягом чотирьох років. Члени команди стали відомі як " Чотири мушкетери " і Буссю був "П'ятий мушкетер ".
Зрештою він отримав свій шанс зіграти на Кубку Девіса в 1934 році, у віці 26 років, коли чотири мушкетери пішли у відставку. Під час Другої Світової Війни в 1941 році у Віші (Франція) він виграв неофіційний Відкритий чемпіонат Франції на пару з Бернардом Дестремау, подвиг, що не розпізнала Міжнародна федерація тенісу. У тому ж році він знявся у фільмі під назвою  «L'Appel du stade». Після війни він став капітаном французької команди Кубка Девіса між 1949—1952 і віце — капітаном з 1953. У перший же рік під його керівництвом Франція вийшла у фінал в 1949 Кубка Девіса вперше за останні 15 років. У командних змаганнях рівня клубу він представляв Racing Club de France в Парижі.

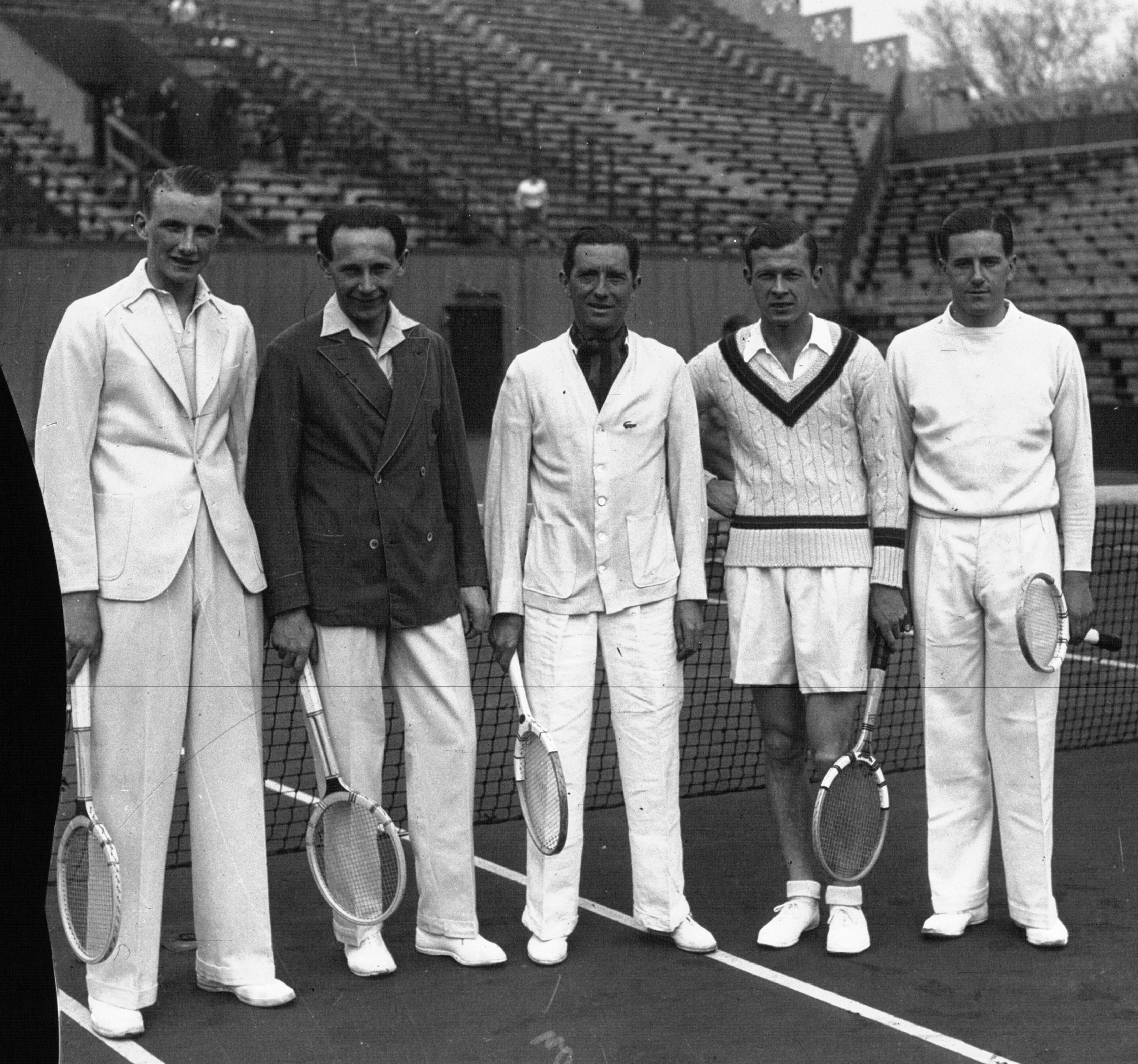
Кубок Девіса, склад збірної Франції

Він зазнав поразки у фіналі 1931 Відкритого чемпіонату Франції від Жана Боротри.

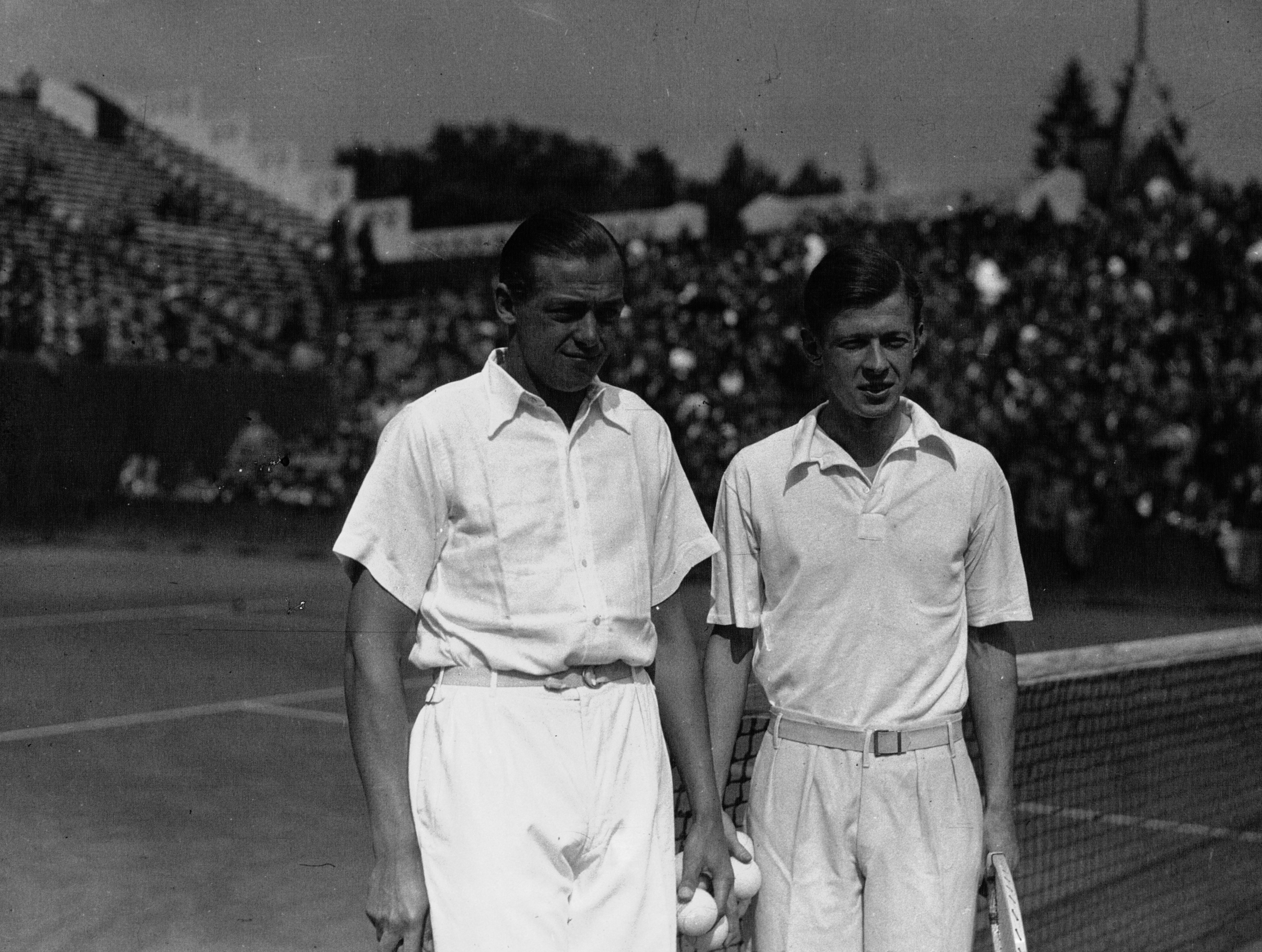
Густав Дженекі (ліворуч) з Крістіаном Буссю.

У 1932 році він і Марсель Бернар зазнали поразки в парному фіналі Відкритого чемпіонату Франції Анрі Коше і Жаку Брюньйону. Грав двічі австралійський чемпіонат, в 1928 і 1935, і виграв у змішаних парах цього року, його єдиний Grand Slam титул. Він змагався у Відкритому чемпіонаті Франції дев'ятнадцять разів між 1927 і 1953 роками, який є третім в історії змагань відразу після Фабріс Санторо і Франсуа Жауфрент. Він також виграв вдвічі більше німецьких чемпіонатів в Гамбурзі і  British Hard Court чемпіонат лиш раз. Був найкращим тенісистом Франції чотири рази поспіль у 1934, 1935, 1936 і 1937 роках.

## Особисте життя
У студентські роки навчався рекламної справи. Його тенісний сезон 1930-х був перерваний, бо він повинен був виконати військову службу. Під час гри в аматорський теніс він, в той же час, працював продавцем шин. Пізніше він був призначений директором компанії з комунікацій і зв'язку для IBM France. Крім свого стилю гри в теніс він відомий як перша людина, що вбиралась у шорти, а не штани на корт. Був у цивільному шлюбі з французьким дизайнером парфумерії Жермен Сельє з якою він прожив разом 30 років, поки вона не померла в 1976 році. Він помер у віці 95 років, останній як останній Мушкетер. Крістіан мав брата на ім'я Роланд, також аматорського тенісиста, з яким він виграв у грі на пари в Le Touquet Spa Championships в 1937 році, в той же час здобувши перемогу і у одиночній грі і змішаних змаганнях.

## Фінали турнірів Великого шолома

### Одиночний розряд (1 поразка)
| Результат | Рік  | Турнір            | Покриття | Суперник    | Рахунок            |
| --------- | ---- | ----------------- | -------- | ----------- | ------------------ |
| Поразка   | 1931 | Чемпіонат Франції | Ґрунт    | Жан Боротра | 6–2, 4–6, 5–7, 4–6 |

### Парний розряд (1 поразка)
| Результат | Рік  | Турнір            | Покриття | Партнер        | Суперники              | Рахунок            |
| --------- | ---- | ----------------- | -------- | -------------- | ---------------------- | ------------------ |
| Поразка   | 1932 | Чемпіонат Франції | Ґрунт    | Марсель Бернар | Анрі Коше Жак Брюньйон | 4–6, 6–3, 5–7, 3–6 |

### Мікст (1–1)
| Результат | Рік  | Турнір              | Покриття | Партнер           | Суперники                   | Рахунок       |
| --------- | ---- | ------------------- | -------- | ----------------- | --------------------------- | ------------- |
| Перемога  | 1935 | Чемпіонат Австралії | Трава    | Луї Бікертон      | Берді Бонд Вернон Кербі     | 1–6, 6–3, 6–3 |
| Поразка   | 1938 | Чемпіонат Франції   | Ґрунт    | Ненсі Вінн-Болтон | Сімонн Матьє Драгутин Митич | 6–2, 3–6, 4–6 |